# Kémes
Kémes é um município da Hungria, situado no condado de Baranya. Tem 6,89 km² de área e sua população em 2019 foi estimada em 438 habitantes.